# Arlington (Dakota del Sud)
Arlington è un comune (city) degli Stati Uniti d'America situato tra le contee di Brookings e Kingsbury nello Stato del Dakota del Sud. La popolazione era di 915 abitanti al censimento del 2010.

## Geografia fisica
Arlington è situata a 44°21′52″N 97°08′05″W (44.364322, -97.134646).
Secondo lo United States Census Bureau, la città ha una superficie totale di 4,29 km², dei quali 4,29 km² di territorio e 0 km² di acque interne (0% del totale).
Ad Arlington è stato assegnato lo ZIP code 57212 e lo FIPS place code 02180.

## Storia
Arlington venne fondata nel 1880 e deve il suo nome all'omonima città nella Virginia. Dato che la maggior parte dei primi abitanti erano scandinavi, la città inizialmente si chiamava Nordland.

## Società

### Evoluzione demografica
Secondo il censimento del 2010, la popolazione era di 915 abitanti.

### Etnie e minoranze straniere
Secondo il censimento del 2010, la composizione etnica della città era formata dal 97,38% di bianchi, lo 0,66% di afroamericani, l'1,09% di nativi americani, lo 0,11% di asiatici, lo 0% di oceanici, lo 0,11% di altre etnie, e lo 0,66% di due o più etnie. Ispanici o latinos di qualunque etnia erano il 2,51% della popolazione.